# Polster- und Dekorationsnäher
Der Polster- und Dekorationsnäher ist ein staatlich anerkannter Ausbildungsberuf nach dem deutschen Berufsbildungsgesetz und Handwerksordnung.

## Ausbildungsdauer und Struktur
Die Ausbildungsdauer zum Polster- und Dekorationsnäher beträgt in der Regel zwei Jahre. Die Ausbildung erfolgt an den Lernorten Betrieb und Berufsschule.

## Arbeitsgebiete
Polster- und Dekorationsnäher stellen Fenster- und Raumdekoration, sowie Polsterbezugsteile, Bezüge und Hussen her. Sie bedienen Nähmaschinen und Bügelanlagen und stellen Zuschnittschablonen sowie Zuschnitte her. Polster- und Dekorationsnäher arbeiten im Raumausstatterhandwerk, in der Polstermöbelindustrie oder bei Gardinenkonfektionsnähereien. Sie können auch bei Unternehmen eingesetzt werden, die entsprechende Dienstleistungen erbringen, etwa im Servicebereich eines Kaufhauses.

## Fortsetzung der Ausbildung
Auszubildende, die ihre Ausbildung erfolgreich abgeschlossen haben, können im dritten Ausbildungsjahr als Polsterer oder Raumausstatter einsteigen und so einen weiteren Berufsabschluss erwerben.